# Самек
„Самек” је југословенски ТВ филм из 1983. године. Режирао га је Милан Билбија а сценарио је написао Валеријан Зујо.

## Улоге
| Глумац            | Улога                         |
| ----------------- | ----------------------------- |
| Боро Стјепановић  | Матија Самек                  |
| Радко Полич       | Франц Кениг                   |
| Руди Алвађ        | Хаим ефенди                   |
| Деметер Битенц    |                               |
| Јасмин Гељо       | Продавац Хакија               |
| Ранко Гучевац     | Муштерија у фотограској радњи |
| Владо Јокановић   | Управник позоришта            |
| Боро Милићевић    | Хаџи Нуман бег                |
| Тахир Никшић      | Сејо                          |
| Александар Војтов | г. Јоксимовиц                 |